# Rodolfo Elizondo Torres
Rodolfo Elizondo Torres (Victoria de Durango, Durango; 18 de julio de 1946) es un administrador de empresas y político mexicano, miembro del Partido Acción Nacional, que se desempeñó como secretario de Turismo de 2003 a 2010 durante los gobiernos de Vicente Fox y Felipe Calderón.

## Biografía
Es licenciado en Administración de Empresas egresado del Instituto Tecnológico y de Estudios Superiores de Monterrey, miembro del PAN desde 1983 ese mismo año ganó la presidencia municipal de Durango, y en 1986 y 1992 fue candidato a gobernador de su estado, así mismo ha sido diputado federal en dos ocasiones, en la LIV Legislatura de 1988 a 1991 y en la LVI Legislatura de 1994 a 1997, entre 1997 y 2000 fue senador de la República.
En 2000 Vicente Fox lo designó Coordinador Político de su campaña presidencial y al triunfar en la elección lo nombró al frente de una oficina denominada "Alianza Ciudadana" y 2002 se convirtió en Coordinador General de Coordinación Social y Vocero de la Presidencia de la República, hasta el 29 de julio de 2003 cuando es nombrado Secretario de Turismo.